# Acacia venosa
Acacia venosa är en ärtväxtart som beskrevs av George Bentham. Acacia venosa ingår i släktet akacior, och familjen ärtväxter. IUCN kategoriserar arten globalt som sårbar. Inga underarter finns listade i Catalogue of Life.